# ماریانه پترشن
ماریانه پترشن (نروژی: Marianne Pettersen؛ زادهٔ ۱۲ آوریل ۱۹۷۵) بازیکن فوتبال اهل نروژ بود.
از باشگاه‌هایی که در آن بازی کرده‌است می‌توان به باشگاه فوتبال فولام اشاره کرد. 
وی به‌همراه تیم ملی فوتبال زنان نروژ در بازی‌های المپیک تابستانی ۲۰۰۰ به مقام قهرمانی دست پیدا کرده‌است.